# Arabische literatuur

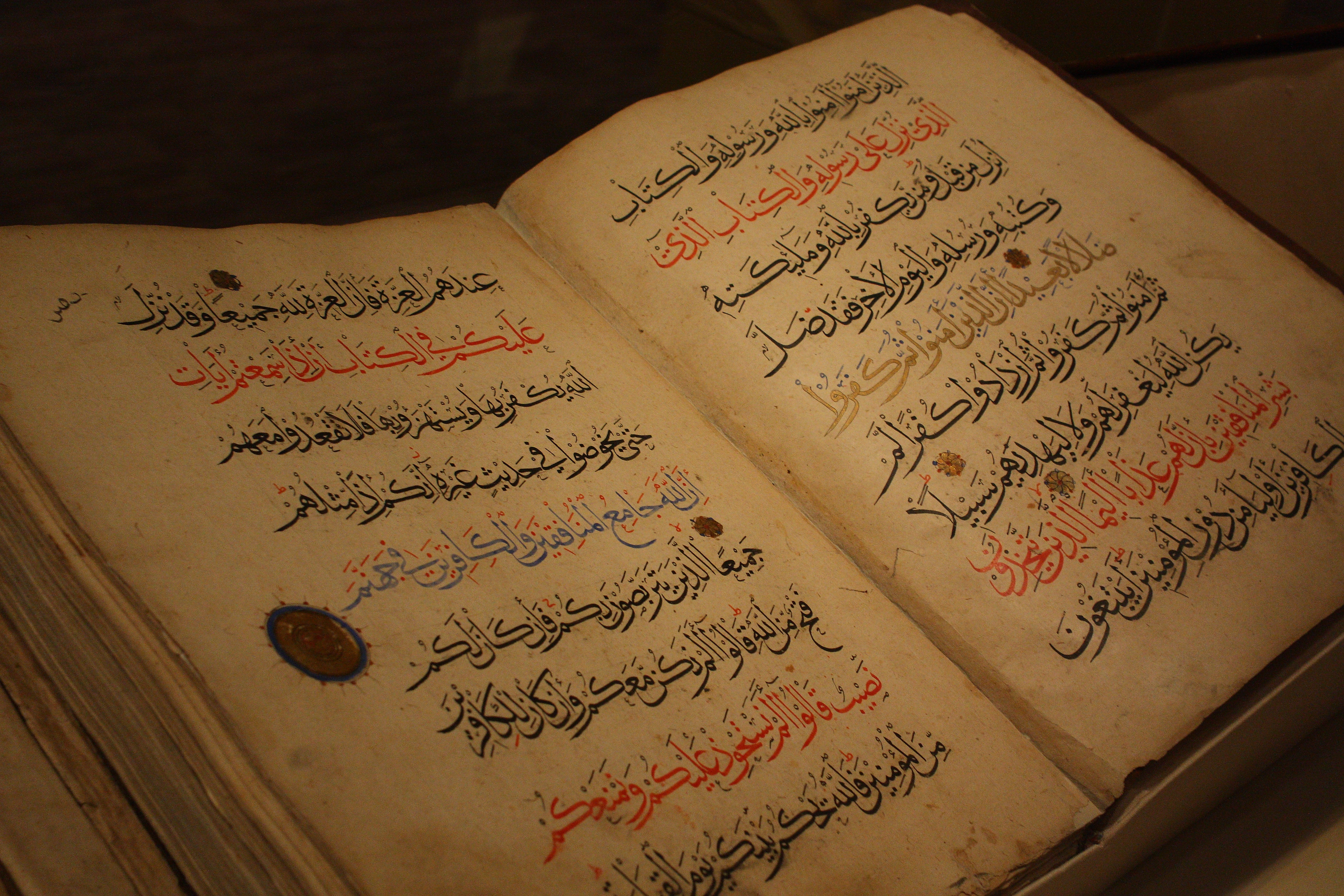
De Koran: het invloedrijkste werk in de Arabische literatuur

Onder Arabische literatuur kan literatuur in het Arabisch worden verstaan, of in bredere zin literaire werken geschreven door Arabische schrijvers in om het even welke taal, bijvoorbeeld als deze schrijvers in ballingschap leefden.
De eerste Arabische literatuur verscheen in de 5e eeuw na Christus. De geschiedenis ervan kan in vijf perioden worden onderverdeeld:
- De pre-islamitische periode (ca. 475 tot 622)
- Het tijdperk van de kaliefen en Omajjaden (622 tot ca. 750)
- Het tijdperk van de Abassiden (ca. 750 tot 1258)
- Het tijdperk van verval (1258 tot 1798)
- De periode vanaf de expeditie van Napoleon naar Egypte (1798 tot heden)

## Pre-islamitische periode
Uit de tijd van het pre-islamitische Arabië is weinig literair werk bewaard gebleven. Pas aan het eind van de 8e eeuw begon men de overgeleverde literatuur schriftelijk vast te leggen, terwijl er inmiddels 300 jaar sprake was van orale traditie.

### Poëzie
De oudste bewaard gebleven Arabische gedichten zijn in de qasida, een dichtvorm met meerdere thema's evenals een gelijk blijvend metrum en eindrijm. De belangrijkste genres waren liefdesgedichten, treurdichten (veelal geschreven door vrouwen schreven over hun in de strijd omgekomen familieleden), lofdichten (bijvoorbeeld op wapens of rijdieren) en gedichten waarin de spot werd gedreven met vijandelijke stammen (bijvoorbeeld met de bedoeïenen).
Bekende dichters uit deze periode zijn Imru' al-Qais (? - ca. 540), Antara Ibn Shaddad al-'Absi (? - ca. 615), Tarafa (? - 569) en An Nabigha (? - 684).

## Koran
De Koran is een van de oudste bekende prozawerken uit de geschiedenis van de Arabische literatuur en het eerste werk met een aanzienlijke omvang. De vorm waarin hij is geschreven komt het dichtst bij Saj ofwel rijmend proza. Het boek had veel invloed op de taal van destijds, het klassiek Arabisch. Omdat de tekst van de Koran door moslims wordt gezien als een openbaring, geldt deze tekst als stilistisch niet-imiteerbaar, de zogeheten  i'jaz-doctrine. Naast de Koran waren ook de Hadith (de overgeleverde woorden en daden van de profeet Mohammed) en de Tafsir (samen met de preken en brieven van Ali ibn Aboe Talib in de 10e eeuw gebundeld in de Nahj al-Balagha) vanaf dan erg belangrijk.
Door het verschijnen van de eerste islamitische teksten, die de Arabische literatuur vanaf dan sterk zouden gaan domineren, raakten de pre-islamitische Arabische dichters vermoedelijk enigszins op de achtergrond. Met uitzondering van Hassan ibn Thabit waren er in Arabië tot in de 8e eeuw geen dichters van naam.

## Arabische schrijvers en dichters
Een bekende Arabische schrijver en dichter in de eerste helft van de 20ste eeuw was Khalil Gibran. Hij groeide op in Beiroet en leefde vervolgens ook in Boston en Parijs. Hij schreef evenveel in het Engels als in het Arabisch. Zijn proza en poëzie, verschilt van de conventionele Arabische literatuur en is door zijn directe en eenvoudige stijl toegankelijk voor een groot publiek.
Nagieb Mahfoez (1911-2006) was de eerste Arabische schrijver die de Nobelprijs voor literatuur kreeg (1988). Mahmoed Darwiesj (1941-2008) was/is een in de Arabische wereld gevierd Palestijns dichter.
1. ↑  Khalil Gibran. Gearchiveerd op 16 november 2016.
2. ↑  https://www.volkskrant.nl/nieuws-achtergrond/arabische-wereld-is-schizofreen~b5a42dd8/. Gearchiveerd op 21 september 2020.